# Mata Hari (Anne-Karine Strøm)
Mata Hari è un singolo della cantante norvegese Anne-Karine Strøm, pubblicato nel 1976.
La canzone ha rappresentato la Norvegia all'Eurovision Song Contest 1976 classificandosi al 18º e ultimo posto con 7 punti totalizzati.

## Tracce
1. Mata Hari – 2:59 (Frode Thingnæs, Philip A. Kruse)
2. Noen år i fred – 3:41 (Anne-Karine Strøm, Philip A. Kruse)